# Asian Ethnology
Asian Ethnology (дословно — «Азиатская этнология») — рецензируемый журнал с открытым доступом, посвящённый информации об исследованиях народов и культур Азии. Впервые он был выпущен в 1942 году в Католическом университете Пекина под названием «Исследование фольклора» (Folklore Studies), а затем в Университете Нандзан, где с 1963 по 2007 год он был известен как «Исследования азиатского фольклора» (Asian Folklore Studies). 
Журнал индексируется в Индексе цитирования по искусству и гуманитарным наукам, Библиографии азиатских исследований, Справочнике журналов открытого доступа и Академическом поиске EBSCO Information Services. 